# Woman (альбом Justice)
Woman — третий альбом французского электронного дуэта Justice, который был выпущен 18 ноября 2016 года. Композиции «Safe and Sound», «Randy», «Alakazam !» и «Fire» были выпущены в качестве синглов.

## Список композиций
Слова и музыка всех песен — Гаспар Оже и Ксавье де Росне.
| №                   | Название                                              | Длительность |
| ------------------- | ----------------------------------------------------- | ------------ |
| 1.                  | «Safe and Sound»                                      | 5:45         |
| 2.                  | «Pleasure»                                            | 4:15         |
| 3.                  | «Alakazam !»                                          | 5:11         |
| 4.                  | «Fire»                                                | 5:34         |
| 5.                  | «Stop»                                                | 4:57         |
| 6.                  | «Chorus»                                              | 7:09         |
| 7.                  | «Randy» (при участии Morgan Phalen из Diamond Nights) | 6:38         |
| 8.                  | «Heavy Metal»                                         | 4:30         |
| 9.                  | «Love S.O.S.»                                         | 5:03         |
| 10.                 | «Close Call»                                          | 5:08         |
| Общая длительность: | Общая длительность:                                   | 54:10        |